# Paolo Orsi
Paolo Orsi, né le 17 octobre 1859 à Rovereto, dans la province de Trente, Trentin-Haut-Adige (alors dans l'empire d'Autriche) et mort le 8 novembre 1935 dans la même ville, est un préhistorien, archéologue et conservateur de musée italien, spécialisé dans l'archéologie classique de la Grèce antique et de la Rome antique.

## Biographie
Paolo Orsi est le fils de Pietro Orsi et Maria Keppel, septième d'une fratrie de huit.
Paolo Orsi étudie l'histoire ancienne et l'archéologie à Vienne et à Padoue et reçoit son doctorat d'histoire ancienne à Rome. Il n'aspire pas à faire une carrière universitaire, mais être archéologue et chercheur sur les lieux mêmes des sites archéologiques et participer au travail au cours des fouilles archéologiques. Il se consacre plus particulièrement aux sites préhistoriques de la Sicile Il a contribué à la découverte de la céramique de Stentinello, qui est une céramique sicilienne représentative de la culture de Stentinello (VIe millénaire av. J.-C.) ainsi qu'à l'étude de nombreux sites antiques siciliens dont celui de Heloros.
En 1907, Paolo Orsi est nommé directeur du musée national de la Grande-Grèce situé à Reggio de Calabre. C'est lui qui découvre la cité grecque de Kaulon en 1911. À la suite du séisme de 1908 et la destruction du bâtiment abritant les collections archéologiques, Paolo Orsi proposa la création d'un grand musée national d'archéologie. La Surintendance archéologique italienne, qui s'installe en 1925 à Reggio de Calabre, était impatiente de construire un nouveau bâtiment pour le Musée national de la Grande-Grèce. Commencé en 1932, sur les plans de l'architecte Marcello Piacentini, il est l'un des premiers édifices en Italie conçus spécialement pour devenir un musée.
De 1895 à 1934, Paolo Orsi est le directeur et conservateur du musée archéologique Musée archéologique national de Syracuse qui prend plus tard son nom. En 1896, il devint membre de l'Académie des Lyncéens et, en 1909, il co-fonde la Société italienne d'archéologie (Società Italiana di Archeologia). Il a également été membre de l'Accademia degli Agiati (it) de sa ville natale Rovereto. En 1924, il est nommé sénateur du royaume d'Italie, à Rome, pour ses mérites scientifiques.
En 1931, il devient membre Associés étrangers de l'Académie des inscriptions et belles-lettres de l'Institut de France.
En 1934, il prend sa retraite et quitte Syracuse, où Giuseppe Cultrera lui succède à la surintendance de Sicile. Il rentre à Rovereto, où il meurt le 8 novembre 1935, à 76 ans.

## Travaux publiés
- Gela: Scavi del 1900-1905. Rome 1906
- Templum Apollinis Alaei, Rome 1934
- Sicilia Bizantina, publié post-mortem, Tivoli 1942